# Adolf Bratt
Bengt Adolf Wilhelm Bratt, född 10 juni 1849 på Brosäter i Bro socken, Värmland, död 18 december 1934 i Göteborg, var en svensk grosshandlare, redare och generalkonsul.

## Biografi
Föräldrar var kaptenen och godsägaren Carl Mauritz Bratt och Sophia Magdalena Lilliehöök af Gälared och Kolbäck. Fadern hade inte råd att låta sonen Adolf gå den militära banan som han önskat. Det blev förbehållet den äldste sonen Claës. Så efter skolgång vid lyceum i Uppsala 1863, Tekniska skolan i Borås 1864 och Göteborgs handelsinstitut 1868 började han som anställd vid en trävarufirma i Halmstad. Sedan var han anställd hos August Carlsson & Co. i Göteborg som chef för dess kolavdelning och blev bekant med trävaru- och kolbranschen samt rederiverksamhet. Han vistades även tidvis i England. 
Den 1 april 1877 inregistrerade Bratt den egna grosshandels- och rederifirman Adolf Bratt & Co, som bedrev importaffärer och rederirörelse. År 1901 blev han turkisk konsul i Göteborg och 1915 generalkonsul. Han innehade ett flertal offentliga och privata uppdrag och var exempelvis ordförande i styrelsen och VD för dotterbolagen Ångfartygs AB Adolf, Nordsjön och Östersjön.
Han inköpte 1886 egendomen Gullringsbo i Lerum, där han under flera decennier bedrev stuterimässig hästuppfödning med ibland upptill fyrtio hästar. Han importerade arbetshästar från England av Clydesdaleras och Ayrshirekor. Hästarna drog kolkärror på vintern och användes i jordbruket om sommaren. Vid dragtävlingar i Göteborg var Bratts Hannoveranare ofta de starkaste och omkring sekelskiftet 1900 var han med och startade hästkapplöpningar vid Partille. 
Bratt tilldelades utmärkelserna riddare av Nordstjärneorden, riddare av Vasaorden och Osmanska rikets Meschidie-orden av tredje klass.

## Privatliv
Från 1881 var han gift med Gertrud Kjellberg, dotter till grosshandlaren Carl Kjellberg och Ingeborg Arnoldson. Han var far till Arnold Bratt och Gustaf Adolf Bratt och  är begravd på Örgryte gamla kyrkogård.

## Utmärkelser
- Riddare av Nordstjärneorden.
- Riddare av Vasaorden.
- Osmanska rikets Meschidie-orden av tredje klass.